# لو سو
لو سو (۱۷۲–۲۱۷),با نام محترم زیجینگ, یک از فرماندهان ارشد نظامی دوره زوال امپراتوری هان بود که در خدمت سون کوان حاکم ووی شرقی بود. در سال ۲۰۰ میلادی، وی توسط ژو یو به عنوان شخصی با استعداد به سون کوان که بتازگی به حکومت رسیده بود، توصیه شد. لوسو چند اقدام مهم در پایه ریزی قدرت سون کوان انجام داد که عبارت بود از نخست، تدوین راهبردی اقتصادی-نظامی برای ووی شرقی که به سون کوان امکان داد تبدیل به یکی از ارکان دوره سه پادشاهی گردد. دوم، پیش از نبرد صخره‌های سرخ، نخستین کسی بود که به سون کوان پیشنهاد کرد با لیو بی علیه سائو سائو متحد شود. سوم، پس از مرگ ژو یو در سال ۲۱۰، به عنوان فرمانده عالی ارتش سون کوان انتخاب شد و اتحاد با لیو بی را حفظ کرد.